# Cameron County (Pennsylvania)
Cameron County ist ein County im Bundesstaat Pennsylvania der Vereinigten Staaten. Bei der Volkszählung im Jahr 2020 hatte das County 4.547 Einwohner und eine Bevölkerungsdichte von 4 Einwohner pro Quadratkilometer. Der Verwaltungssitz (County Seat) ist Emporium.

## Geschichte
Das County wurde am 29. März 1860 gebildet und nach dem Senator Simon Cameron (1799–1889) benannt.

## Geographie
Das Cameron County hat eine Fläche von 1032 Quadratkilometern, wovon 4 Quadratkilometer Wasserfläche sind. Es grenzt im Nordwesten an McKean County, im Nordosten an Potter County, im Osten an Clinton County, im Süden an Clearfield County und im Westen an Elk County.

## Bevölkerungsentwicklung

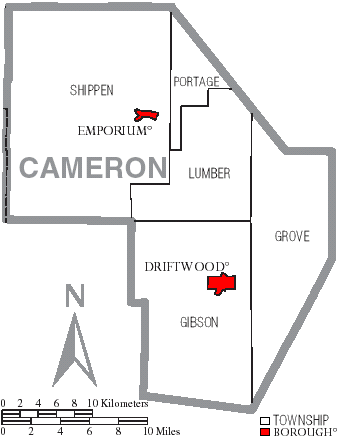
Karte des Cameron Countys

## Städte und Ortschaften
- Driftwood
- Emporium
- Gibson Township
- Grove Township
- Lumber Township
- Portage Township
- Shippen Township